# Луговой (Жамбылская область)
Луговой (каз. Луговое) — село в Рыскуловском районе Жамбылской области Казахстана. Административный центр и единственный населённый пункт сельского округа Луговской. Код КАТО: 315043100.
Станция Турксиб (ранее Луговая) на Турксибе — узел железнодорожных линий на Тараз, Бишкек, Шу. В посёлке находятся предприятия железнодорожного транспорта. В 2 км севернее посёлка находится военный аэродром.
В селе расположено польское военное кладбище, на котором покоятся останки военнослужащих формировавшейся в Средней Азии Армии Андерса и гражданских лиц.

## Население
| 1939    | 1959  | 1970  | 1979  | 1989    | 1999  | 2009    |
| ------- | ----- | ----- | ----- | ------- | ----- | ------- |
| 4485    | ↗9285 | ↗9598 | ↘9484 | ↗10 449 | ↘9876 | ↗10 242 |
| 2021    |       |       |       |         |       |         |
| ↗10 872 |       |       |       |         |       |         |

В 1999 году население села составляло 9876 человек (4874 мужчины и 5002 женщины). По данным переписи 2009 года, в селе проживали 10242 человека (5103 мужчины и 5139 женщин).

## Галерея

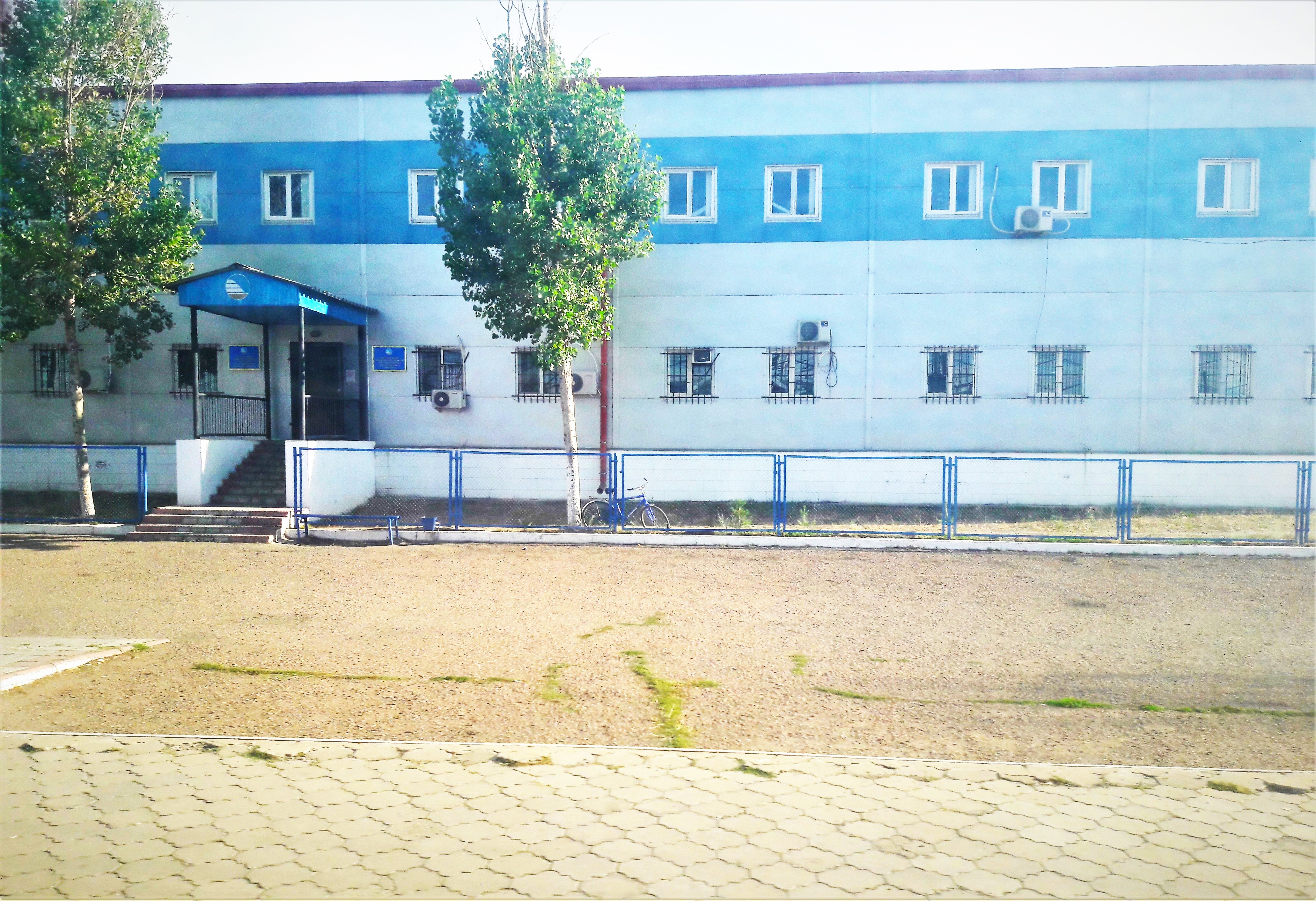
Луговой
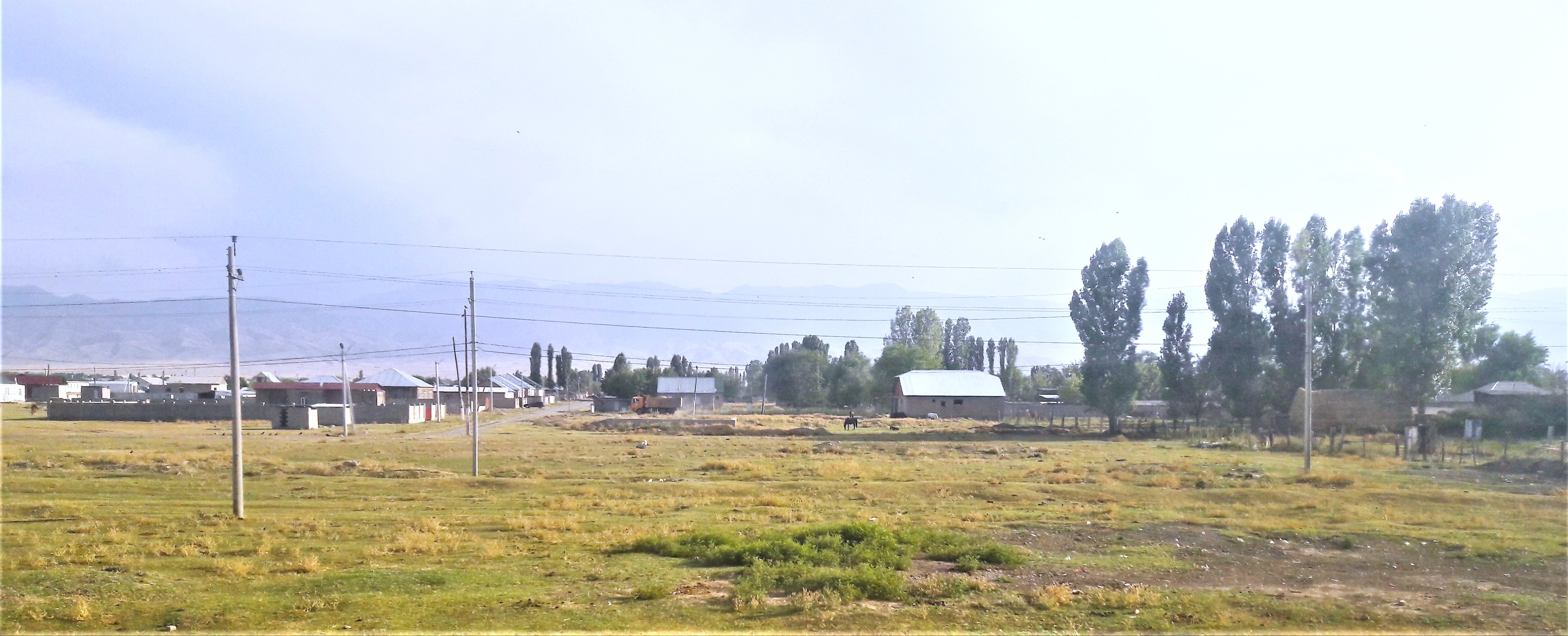
Луговой
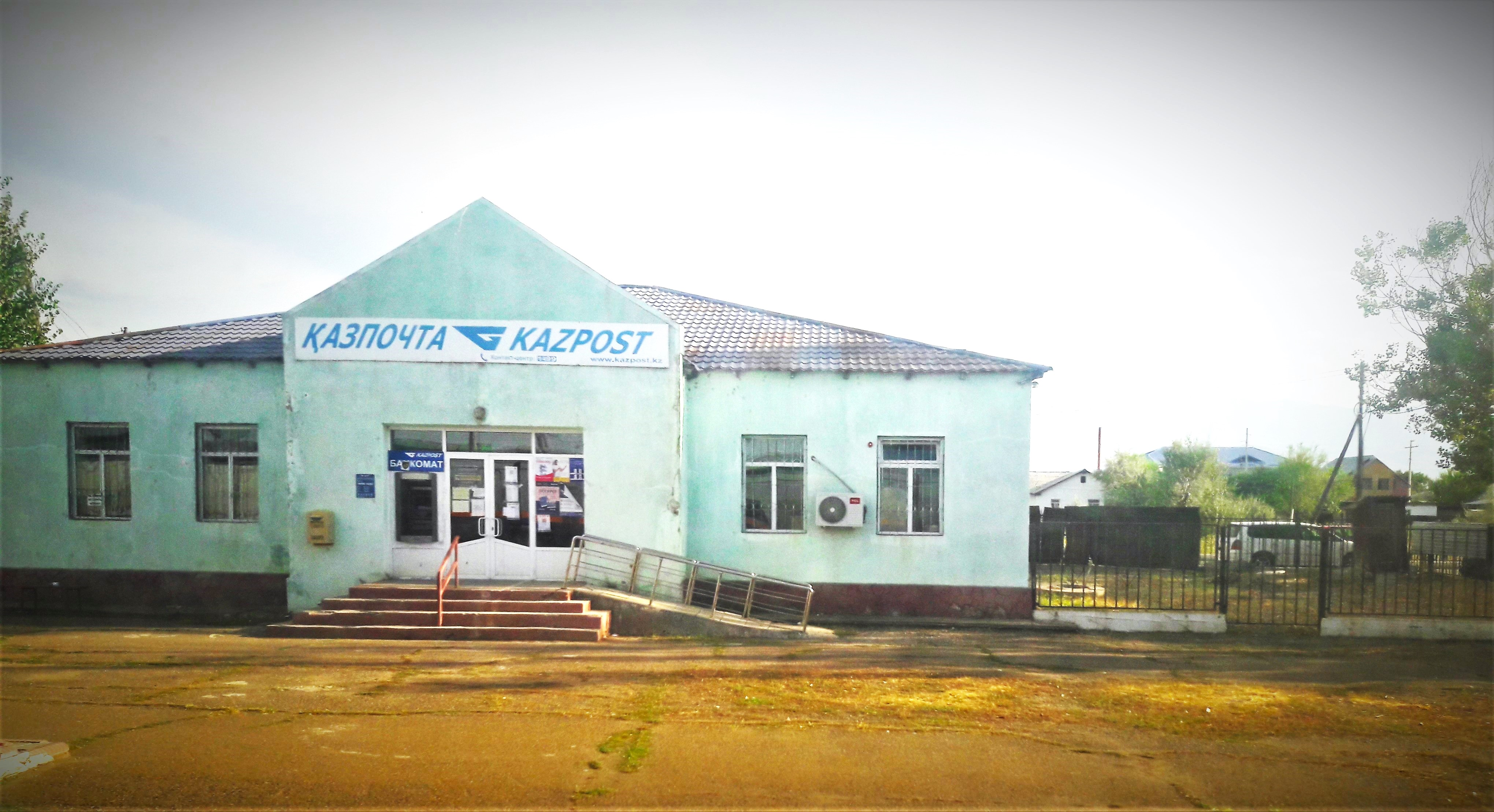
Почта